# Latifa (Sängerin)

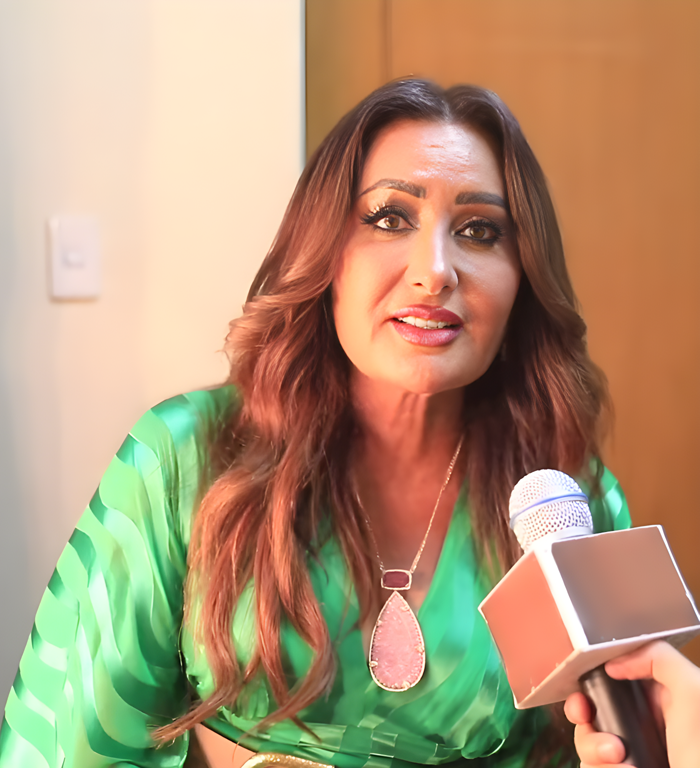
Latifa (2022)

Latifa Bint Alayah Al Arfaoui (arabisch لطيفة بنت عليه العرفاوي, DMG Laṭīfa bt. ʿAlaiyah al-ʿArfāwī; * 14. Februar 1961 in Manouba, bei Tunis) ist eine in der arabischen Welt populäre tunesische Sängerin.
Für ihr Album Ma Etrohsh Ba'ed (Don't go away) hat sie die World Music Awards 2004 als erfolgreichste Musikerin des Nahen Ostens und Nordafrikas gewonnen.

## Diskografie

### Singles (Auswahl)
- 1999: Inchallah
- 2003: Matrohsh Baeed
- 2013: Bel Arabi